# Oxira perumbrosa
Oxira perumbrosa är en fjärilsart som beskrevs av Dyar 1904. Oxira perumbrosa ingår i släktet Oxira och familjen nattflyn. Inga underarter finns listade i Catalogue of Life.